# Lista monumentelor de importanță locală din Bălți
Aceasta este lista monumentelor istorice, arhitecturale și de artă de importanță locală din Bălți.
| Nr. | Denumire                                                                | Datare           | Localizare                            | Gen                   | Categorie | Imagine |
| --- | ----------------------------------------------------------------------- | ---------------- | ------------------------------------- | --------------------- | --------- | ------- |
| 1   | Clădirea Institutului Nistrean de Economie și Drept                     | 1934             | str. Ștefan cel Mare, nr. 82          | arhitectonic          | L         |         |
| 2   | Memorialul frățesc a ostașilor sovietici                                | Anii 50, sec. XX | str. Decebal, 13                      | istoric               | L         |         |
| 3   | Monumentul evreilor - victimelor genocidului fascist                    | 1997             | str. Ștefan cel Mare, 43              | arhitectonic, istoric | L         |         |
| 4   | Monumentul celor represați                                              | 2002             | str. Feroviarilor, 18                 | artă, istoric         | L         |         |
| 5   | Monumentul lui N. Ostrovschii                                           | Anii 70, sec. XX | str. Orheiului, 115                   | artă                  | L         |         |
| 6   | Monumentul lui V. I. Lenin                                              | 1964             | str. Păcii, 87                        | artă, istoric.        | L         |         |
| 7   | Casă de raport (fosta clădire OSC)                                      | 1927             | str. Pușkin, 31                       | arhitectonic          | L         |         |
| 8   | Casă de raport (fosta pază de stat)                                     | 1915–1929        | str. Ștefan cel Mare, nr.57           | arhitectonic          | L         |         |
| 9   | Monumentul lui Vasile Alecsandri                                        | 2001             | Piața V. Alecsandri,1                 | artă                  | L         |         |
| 10  | Monumentul „Ospitalitate”                                               | 1979             | str. Gagarin, 120                     | artă                  | L         |         |
| 11  | Aleea ostașilor căzuți în anii 1941-1944                                | 1944             | str. Gagarin, 114, cimitirul          | istoric               | L         |         |
| 12  | „Troița-Crucefixul" în memoria prizonierilor din lagărul de concentrare | 1991             | str. N. Iorga, 19                     | artă, istoric         | L         |         |
| 13  | Monumentul feroviarilor „Locomotiva”                                    | Anii 80, sec. XX | str. Feroviarilor, 39                 | istoric               | L         |         |
| 14  | Monumentul ostașilor căzuți în 1944                                     | 1997             | s. Elizaveta, curtea Casei de Cultură | artă, istoric         | L         |         |
| 15  | Monumentul eliberatorilor orașului „Tancul”                             | 1970             | str. Independenței, 10                | istoric               | L         |         |
| 16  | Monumentul ostașilor unguri                                             | 1944             | str. Decebal, 89, cimitirul vechi     | artă, istoric         | L         |         |
| 17  | Monumentul victimelor Cernobîlului                                      | 2003             | str. Ștefan cel Mare, 93              | artă, istoric         | L         |         |
| 18  | Monumentul ostașilor căzuți în Afganistan                               | 1999             | bulv. M. Eminescu, 8                  | artă, istoric         | L         |         |
| 19  | Monumentul lui Taras Șevcenco                                           | 2002             | str. Pușkin, 33                       | artă                  | L         |         |
| 20  | Clopotnița Catedralei „Sf. Nicolae”                                     | 1995             | str. Ștefan cel Mare, nr. 30/a        | arhitectonic          | L         |         |